# Захаров, Василий Иванович (резчик)
Это статья о русском резчике по дереву. Чтобы прочитать статью об известном международном торговце оружием, см. Захарофф, Василий
Васи́лий Заха́ров — искусный резчик по дереву, костромской мещанин, славившийся своими работами в Санкт-Петербурге в начале XIX века.
Им были исполнены, в том числе, канделябры и другие украшения для погребального катафалка императора Александра I, кафедра в Спасо-Преображенском соборе и рамы к портретам в Фельдмаршальском зале Зимнего дворца.
Работы Василия Ивановича Захарова были признаны Императорской Академией художеств, которая предоставила ему звание свободного художника. На мануфактурной выставке 1839 года за «вырезанный под руководством доктора Буяльского из дерева слуховой орган», т. е. разборную модель уха, он получил большую серебряную медаль. Эта модель, по словам П. Н. Столпянского, «приводила в восторг посетителей выставки, находивших её образцом резьбы».